# O.J.: Made in America
Pour plus de détails, voir Fiche technique et Distribution.
O.J.: Made in America est un documentaire américain de 2016 produit et réalisé par Ezra Edelman pour ESPN Films dans le cadre de la série documentaire 30 for 30. Il est sorti sous la forme d'une mini-série de cinq parties et dans un format cinéma complet.
Le documentaire explore deux des plus grandes « fixations » de l'Amérique — la race et la célébrité — à travers la vie d'O. J. Simpson, de sa carrière de jeune joueur de football américain à l'université de Californie du Sud (USC) à son accusation pour les meurtres de Nicole Brown Simpson et de Ronald Goldman et son acquittement qui suivit, puis sa condamnation et son emprisonnement pour un autre crime treize ans plus tard.
O.J.: Made in America, présenté au Festival du film de Sundance en janvier 2016, a été diffusée dans des cinémas de New York et de Los Angeles en mai 2016 et a été diffusé sur la chaîne ABC et ESPN par la suite. Le documentaire a été largement récompensé, dans les Guild Awards et de la critique, remportant notamment l'Oscar du meilleur film documentaire à la 89e cérémonie des Oscars. Il est nommé à la 69e cérémonie des Primetime Creative Arts Emmy Awards.
Avec sa durée proche des 8 heures, il est le plus long film jamais nommé pour un Oscar. L'Academy of Motion Picture Arts and Sciences décida néanmoins deux mois après le sacre de modifier les règles, les mini-séries documentaires ne sont plus éligibles aux Oscars.
Le documentaire a été diffusé sur Arte en juillet 2017. Disponible sur Disney+ depuis février 2021.